# 吴健雄
吴健雄（英語：Chien-Shiung Wu；1912年5月31日—1997年2月16日），美籍华裔物理学家，在核物理学领域卓有贡献，其在实验物理学方面的造诣常令人将她与瑪麗·居禮相提并论。吴健雄是美国物理学会的第一位女性会长，常被人称為“中國的居里夫人”、“物理研究的第一女士”、“核子研究的女王”以及“世界最傑出的女性實驗物理學家之一”。
吴健雄先后毕业于中華民國国立中央大学和美国加州大学伯克利分校，师从诺贝尔物理学奖得主欧内斯特·劳伦斯。曼哈顿计划期间，她参与研究了如何利用气体扩散法分离铀的两种同位素（铀-235与铀-238）。吴健雄长期在美国哥伦比亚大学任教，她最著名的一项科研成果是利用实验方法验证了宇称不守恒，这项工作令其同事李政道和杨振宁获得1957年的诺贝尔物理学奖，本人也因此获授1978年首次颁发的沃尔夫物理学奖。

## 生平

### 早年生活与求学经历

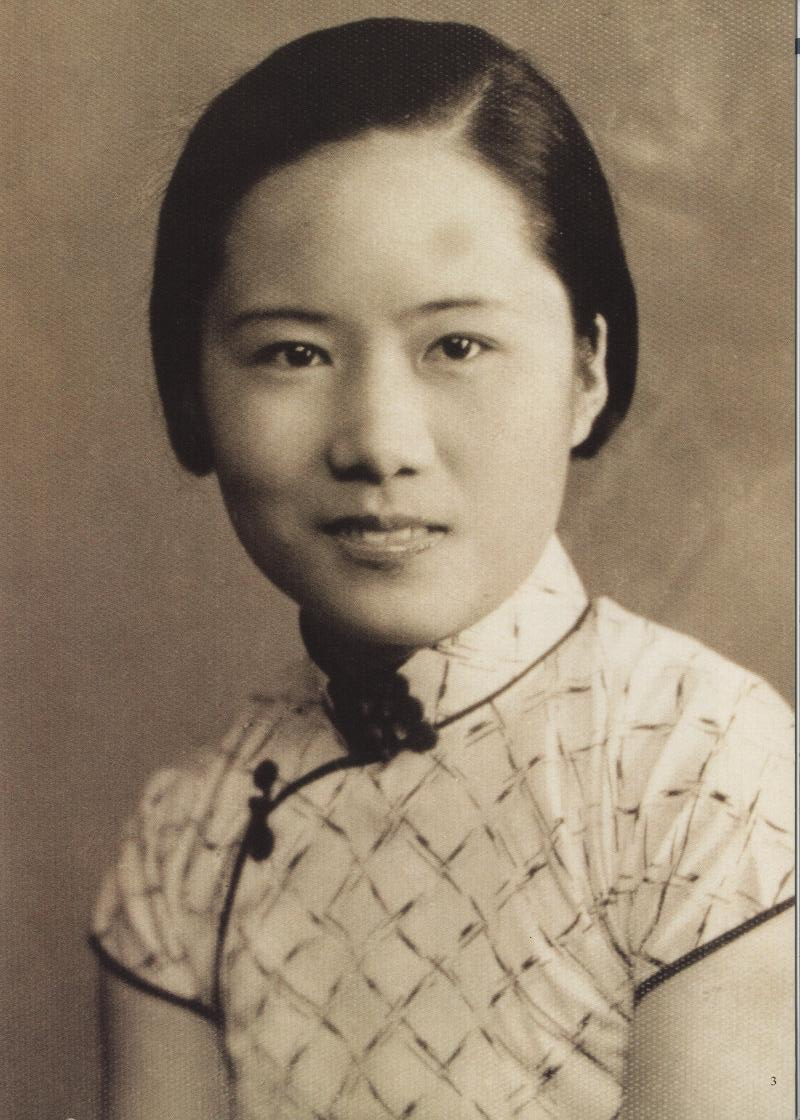
1930年代初期的吴健雄

1912年5月31日，吴健雄生于中国江苏省太仓县浏河镇。她是吳仲裔(1888年—1959年）與樊復華的第二个孩子，有一个哥哥和一个弟弟。依族谱，她是家族中的“健”字辈。吴健雄与她兄弟的名字都源于“英雄豪杰”这个熟语。
吴健雄与父亲亲密无间，她的父亲极力培养她的兴趣，为她营造了一个充满书香的家庭氛围。吴健雄在她父亲为女童创办的明德学校接受小学教育，1923年11岁时离开家乡前往苏州第二女子师范学校求学。这所学校是一所寄宿制学校，在教授一般知识的同时提供教育相关的训练。由于不收取教学及住宿的费用且在毕业后会分配工作，因而接受教学相关训练的资格较难获得。尽管她的家庭有支付相关费用的能力，但吴健雄仍选择接受挑战，在一万个申请者中排名第九。
1929年，吴健雄以班级顶尖成绩毕业并被國立中央大學录取。依据当时政府的规定，想要继续获得大学教育的师范生需要当一年的学校教师。在这一年中，她在中国公学任教。胡适是这所学校当时的校长。吴健雄曾旁听他讲授的课程。1930年至1934年，吴健雄求学于中央大学，起初主修数学，后来转为主修物理。她的导师是施士元教授。1934年，吴健雄完成了一篇题为《证明布喇格定律》的毕业论文。中日关系此时非常紧张，学生非常希望当时的国民政府能对日本采取更为强硬的立场，吴健雄也参与到相关的政治活动中，并被选为领导者之一。她所领导的抗议活动包括在时任国民政府军事委员会委员长的蒋中正的办公厅舍静坐，参与活动的学生后来得到蒋中正的接见。她的这一行为后来被当局原谅。尽管在政治活动方面非常积极，吴健雄仍未荒废学业。在本科毕业后的两年期間，吴健雄在浙江大学繼續進修研究生阶段的物理学课程，第一年，她還担任助教，第二年，她成為中央研究院物理研究所的研究员。她在中央研究院的导师是顾静薇教授，顧靜薇在密歇根大学获得哲学博士学位，她积极鼓励吴健雄去海外求学。吴健雄后来被密歇根大学录取，她的留学经费由她叔父吴琢之提供。1936年8月，吴健雄乘坐胡佛總統號启程前往美国。她的父母与叔叔一同为她送行，这也是吴健雄与父母见的最后一面。

### 伯克利生涯
吴健雄在到达美国后拜访了加州大学伯克利分校，这也是她后来选择进一步深造的地方。在那里，她结识了物理学家袁家骝。他是首任中华民国大总统袁世凯的孙子。袁家骝带着吴健雄参观了伯克利的放射性实验室。实验室当时的主任是欧内斯特·劳伦斯。他因发明回旋加速器而获得1939年的诺贝尔物理学奖。
吴健雄听到了密歇根大学对女性不甚尊重的传闻：该校当时由学生捐资建起的学生中心不允许女学生从其前门进入，这令她决定改在伯克利进修。袁家骝将她引见给伯克利物理系当时的系主任雷蒙德·伯奇。尽管那个学年早已开始，但伯奇仍是录取了吴健雄。她就此开始了伯克利的生涯。她当时的同学包括罗伯特·赖斯本·威尔逊及乔治·沃尔科夫。历史学家乌尔苏拉·舍费尔则是她这一时期结识的友人之一。吴健雄在第一学年末申请了奖学金，但由于当时对亚裔学生的歧视，她与袁家骝二人只获得了一个较低薪酬的助教职位。袁家骝后来申请并获得了加州理工学院的一项奖学金。
吴健雄在学业及研究方面成绩斐然。劳伦斯名义上是她的导师。同时，她与埃米利奥·塞格雷也进行了合作。她的学位论文分为两个独立部分。第一部分是关于轫致辐射。这种辐射是由带电粒子在被另一带电粒子散射后减速时产生的电磁辐射。通常情况下，这两种粒子分别为电子和原子核。吴健雄研究了发生β衰变的磷-32原子的情况。这种放射性同位素可以在劳伦斯发明的回旋加速器中轻松产生。这是吴健雄有关β衰变的第一项研究工作。日后，她成为了这一问题的权威。论文的第二部分是有关氙的放射性同位素的产生。在这一部分中，她叙述了如何借助回旋加速器利用铀元素的核裂变产生该种放射性同位素的方法。吴健雄于1940年6月获得了哲学博士学位。尽管得到劳伦斯和塞格雷的推荐，她仍是没能在大学中取得职位，所以她继续在放射性实验室中当博士后。

### 第二次世界大战
1942年5月30日，吴健雄与袁家骝在袁的导师、加州理工当时的校长罗伯特·密立根的家中完婚。双方家长由于太平洋战争爆发都没能出席婚礼。随后夫妇二人移居至美国东海岸。吴健雄成为了史密斯学院的教员。这所学院位于马萨诸塞州北安普敦，是一所声望很高的私立女子学院。吴健雄在工作上遇到一些挫折。她当时只被安排教学工作，没有进行研究的机会。她将这一情况告知劳伦斯。劳伦斯随后为吴健雄向一系列大学发去推荐信。为了挽留吴健雄，史密斯学院准备提拔她为副教授，并增加薪酬。但她选择接受普林斯顿大学的邀请，到那里指导海军军官。

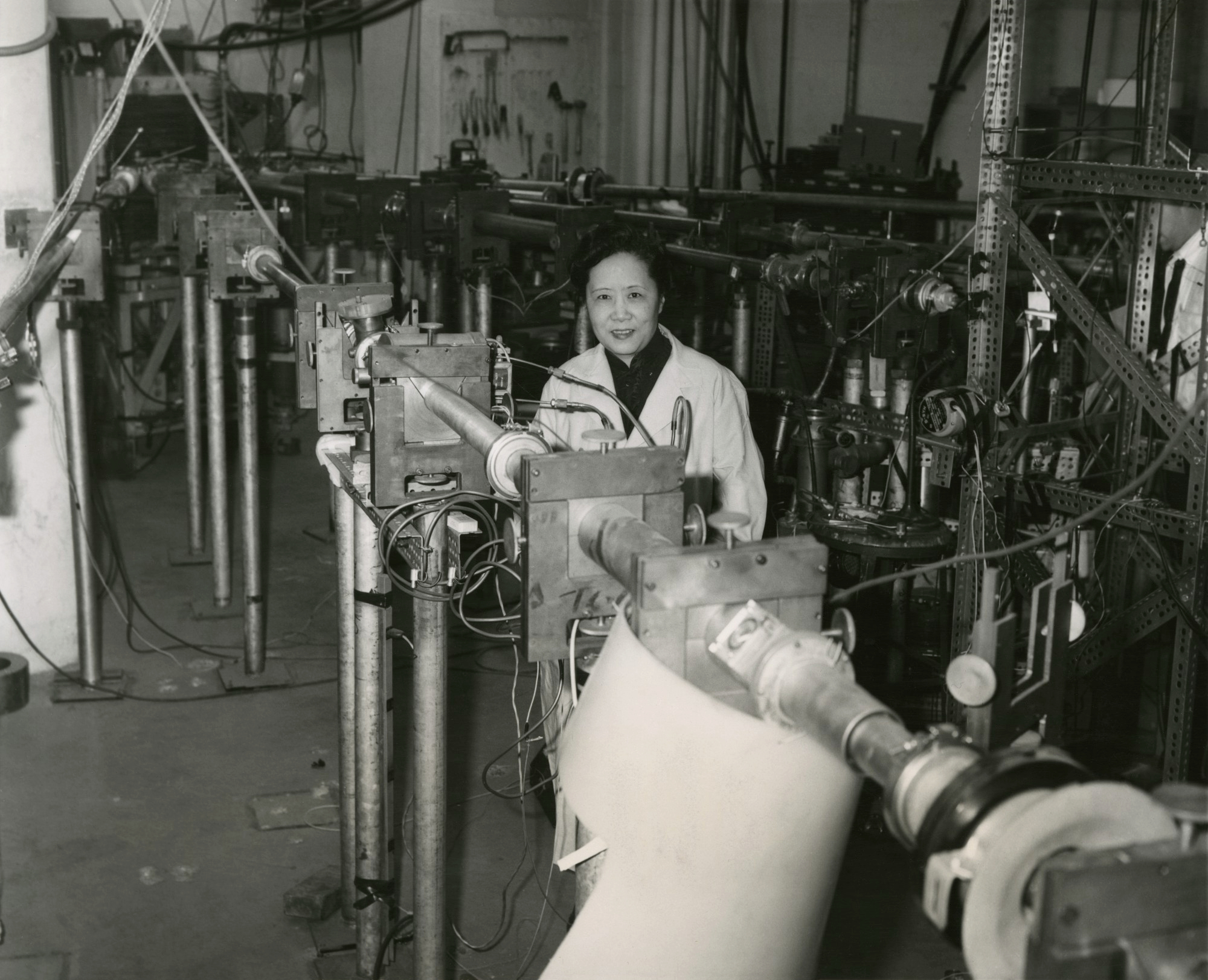
吴健雄1963年于哥伦比亚大学

1944年3月，吴健雄加入了位于哥伦比亚大学的曼哈顿计划下属的替代合金材料实验室（英語：Substitute Alloy Materials Laboratories）。她在工作日会住在那里的宿舍，周末则会返回普林斯顿。这座实验室的职责是协助曼哈顿工程中铀浓缩的气化扩散项目。吴健雄与利奥·雷恩沃特在由威廉·黑文斯领导的小组中工作，负责开发监测放射性的仪器。
1944年9月，曼哈顿特区工程师肯尼斯·尼科尔斯上校联系了吴健雄。当时刚刚开始运行的位于汉福德区的B反应堆遭遇意外故障：该反应堆会周期性停止运作然后又重新启动。物理学家约翰·惠勒推测核裂变产物之一，半衰期为9.4个小时的氙-135是故障的元凶，并且可能是一种中子毒物。塞格雷此时记起吴健雄曾在伯克利做过氙的放射性同位素的研究。相关的论文当时尚未发表。在查询过该论文的草稿后，氙-135被确定是故障的元凶，因为它具有极大的中子吸收截面。
在第二次世界大战告终后，吴健雄担任哥伦比亚大学的副研究员。此时，她与身处中国的家人恢复联系，但其回国拜访的计划却因国共内战的爆发而搁浅。1947年，吴健雄生下儿子袁緯承。他后来继承父母的衣钵成为了一名物理学家。1949年，袁家骝加入位于纽约长岛的布鲁克黑文国家实验室，随后他们一家也搬到了那里居住。在中华人民共和国成立后，吴健雄的父亲劝说他的女儿不要回国。由于她此时持有的护照是由中華民國政府颁发的，在出国旅行会遇到一些麻烦，这令她最终于1954年加入美国籍。吴健雄余下的学术生涯都是在哥大度过的。她于1952年擢升为副教授，1958年升为正教授，后又于1973年开始担任米海洛·卜平物理学教授。她的学生爱把她叫做“龙夫人”。这个绰号来源于连环画《特里与海盗》的一个角色。

### β衰变与宇称守恒律

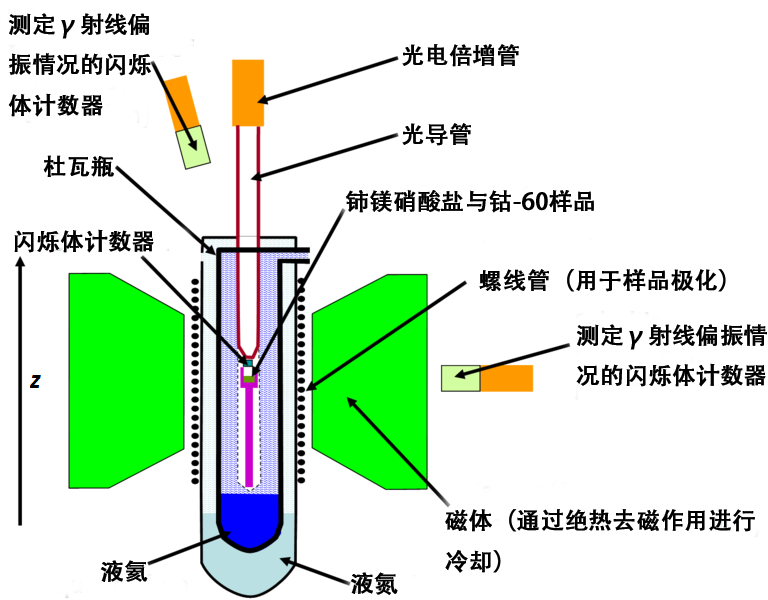
吴氏实验的实验装置示意图

战后，吴健雄继续投入到对β衰变的研究中。恩里科·费米曾于1934年发表他的β衰变理论，但路易斯·阿尔瓦雷茨进行的一项实验却得出与理论相异的结果。吴健雄试图去重复该实验以检验结果。她认为问题可能出在用作铜-64β射线源的硫酸铜薄膜过厚且不平，导致放出的电子失去部分能量。为了验证猜想，她在实验中采用了螺线管光谱仪这种旧式的光谱仪，且在硫酸铜薄膜中添加了洗涤剂以令其更薄更平。在进行这些改进后，她得到的实验结果与费米的理论结果一致，也就是说阿尔瓦雷茨的实验结果与费米的理论结果的差异只是实验误差。
吴健雄在哥大结识了同是来自中国的理论物理学家李政道。20世纪50年代中期，李政道与杨振宁对于基本粒子物理学中一条假想定律——宇称守恒定律的普适性产生质疑。这一问题在Θ-τ问题中体现得尤为明显。在原本的构想中，这两种奇介子性质十分相似，只是衰变后终态的宇称有所不同。如果宇称守恒的话，那么
Θ+
和
τ+
会发生如下的衰变：
| Θ+ | → | π+ + π0      |
| τ+ | → | π+ + π+ + π− |

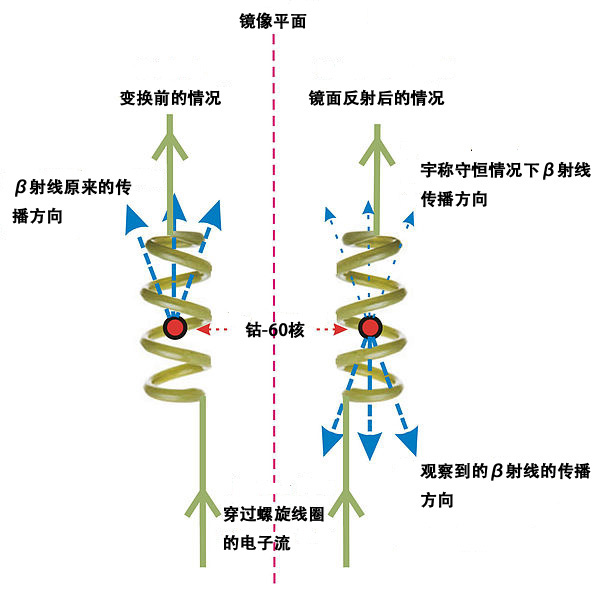
吴氏实验的实验结果示意图

宇称在电磁相互作用及强相互作用中确实是守恒的。因而之前的科学家确信弱相互作用中宇称也会是守恒的。但这一点一直未得到实验验证。李杨二人的理论研究结果显示弱相互作用中宇称并不守恒。他们提出了一个在实验室中验证宇称守恒性的实验方案。李政道随即请求吴健雄对于这一点进行实验验证。
吴健雄选择了具有放射性的钴-60样品进行该实验，并将该样品冷却至较低的温度。钴-60是一种会发生β衰变的同位素。β衰变正是吴健雄所擅长研究的领域。极低温环境可以相当程度上减小钴原子的热运动。此外，她还将样品置于匀强恒磁场中，以令原子核的自旋方向一致。为了得到低温环境，吴健雄携带着实验设备前往专精气体液化的国家标准局总部进行实验。
李杨二人通过理论计算预测钴-60放出的β粒子的轨迹不对称，也就是说宇称不守恒。吴健雄所进行的实验证实了这一点：宇称在弱相互作用中确实不守恒。
Θ+
和
τ+
后来被证明是同一种粒子，也就是K介子，
K+
。这项结果随后很快又通过不同实验得到进一步的验证。
宇称不守恒是粒子物理学领域一项重要的发现，其对于标准模型的建立非常重要。为了表彰李杨二人做出的理论贡献，他们于1957年被授以诺贝尔物理学奖。1958年、1959年、1960年、1964年與1965年，吳健雄數度獲得诺贝尔物理学奖提名。

### 晚年

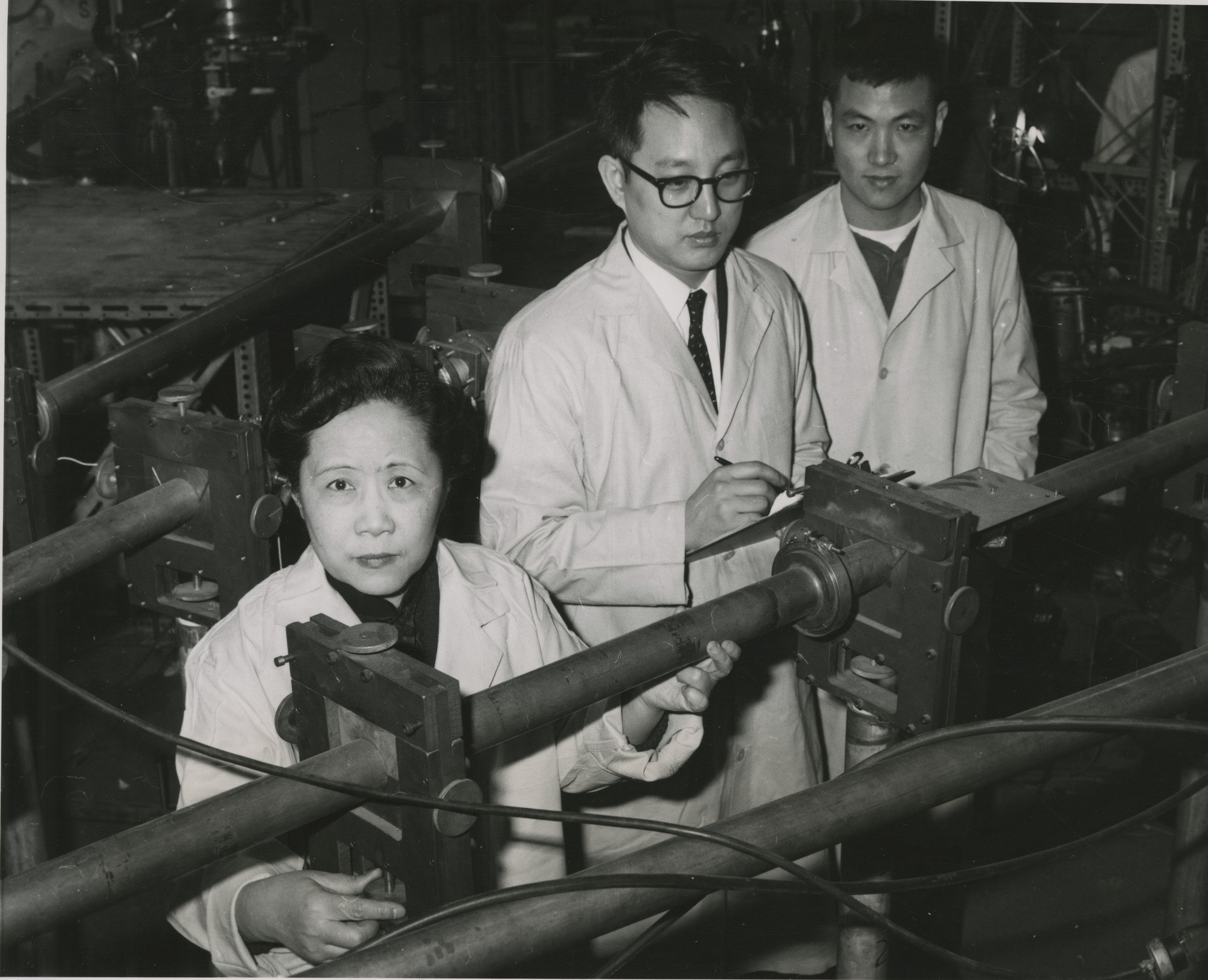
吴健雄与同事进行验证矢量流守恒的实验。实验中，经过范德格拉夫加速器加速的质子束被通入管中，与位于光谱仪腔室入口的硼靶发生撞击。

吴健雄于1963年研究并证实了理查德·费曼与默里·盖尔曼提出的矢量流守恒猜想。这是标准模型的建立道路上又一座里程碑。由这一结果可以得出β衰变理论模型的通用形式。吴健雄所证实的弱相互作用中宇称不守恒令物理学家对于另一个假想——電荷共軛對稱产生质疑。这个结果在电磁相互作用、万有引力相互作用以及强相互作用中都成立，所以此前物理学家认为其在弱相互作用中也应该成立。吴健雄在伊利湖湖底的一处盐矿中进行了一系列双重β衰变的实验，并证实电荷共轭对称在弱相互作用并不成立。
吴健雄所进行的另一项重要实验是验证约翰·沃德对于两个传播方向相反的光子的量子偏振的相关性的验证。这是首次对有关互相纠缠的光子对的量子结果的实验验证，对于解释EPR佯谬有一定的应用价值。吴健雄后来还研究了引起鐮刀型紅血球疾病的分子突变以及穆斯堡尔效应。她与史蒂文·莫斯科夫斯基于1966年合著的教科书《β衰变》后来成为该领域的一本经典参考书。
20世纪50年代末至60年代初，吴健雄的哥哥与父母相继去世。但由于美国政府当时对于公民进入共产主义国家旅行的严格限制，她未能回中国大陸参加亲人的葬礼。1965年，在访问香港时，她与叔叔及弟弟重逢。在1972年尼克松访华后，中美两国的关系得到了改善，吴健雄得以于1973年回国访问。此时，她的叔叔和弟弟已因在文化大革命中受到迫害而身故，而她父母的坟墓也遭到毁坏。她受到周恩来的接见。周恩来亲自就上述情况向她致歉。在此次访问后，吴健雄又多次访问中国大陸。

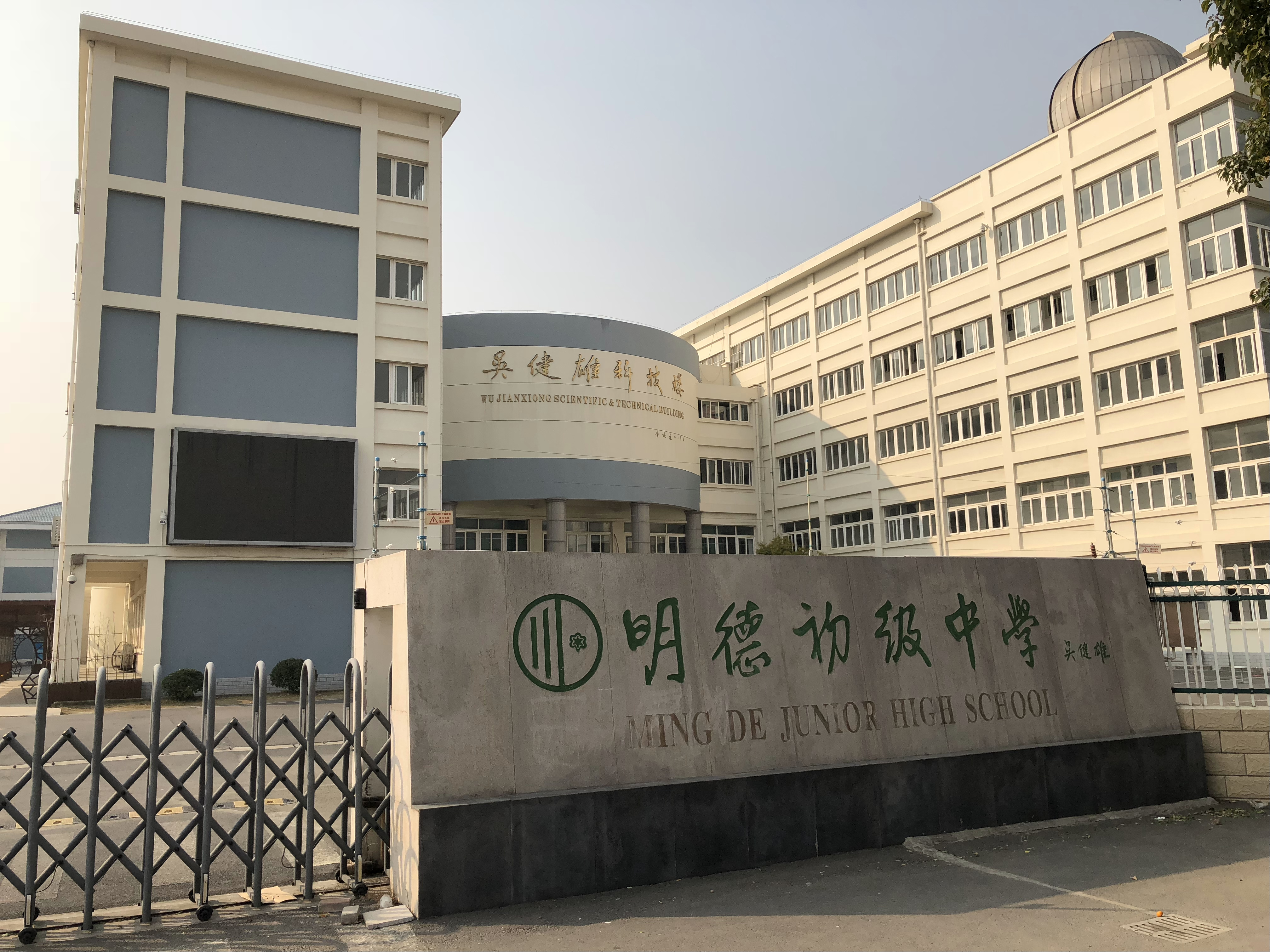
浏河镇明德中学

晚年的吴健雄常直言不讳。她对中華民國政府关押黄克孙的亲属以及雷震的行为表示谴责。1964年，她在麻省理工学院举行的一场座谈会上为反对性别歧视发声。她向听众问道：“令我好奇的是，小小的原子和原子核或是数学符号亦或是DNA分子是不是也对男性或是女性有所偏向。”当男性称她为袁教授夫人时，她会立刻告诉他们她是吴教授。1975年，新当选哥伦比亚大学物理系主任的罗伯特·瑟伯尔将她的薪酬调至与同等资历的男性同事的薪酬一致。
吴健雄于1981年退休，成为荣休教授。她于纽约时间1997年2月16日下午1时许因中风去世，享壽84岁。依照她的遗愿，她的骨灰于1997年4月6日由袁家骝护送至吴健雄幼时就读的太仓明德学校，并暂时安放在明德楼，1998年5月31日归葬于明德学校的院中。

### 後代
物理學家袁緯承（英語：Vincent “Vinny” Yuan）是吳健雄唯一的兒子。記者Jada Yuan是吳健雄唯一孫女。

## 主要荣誉

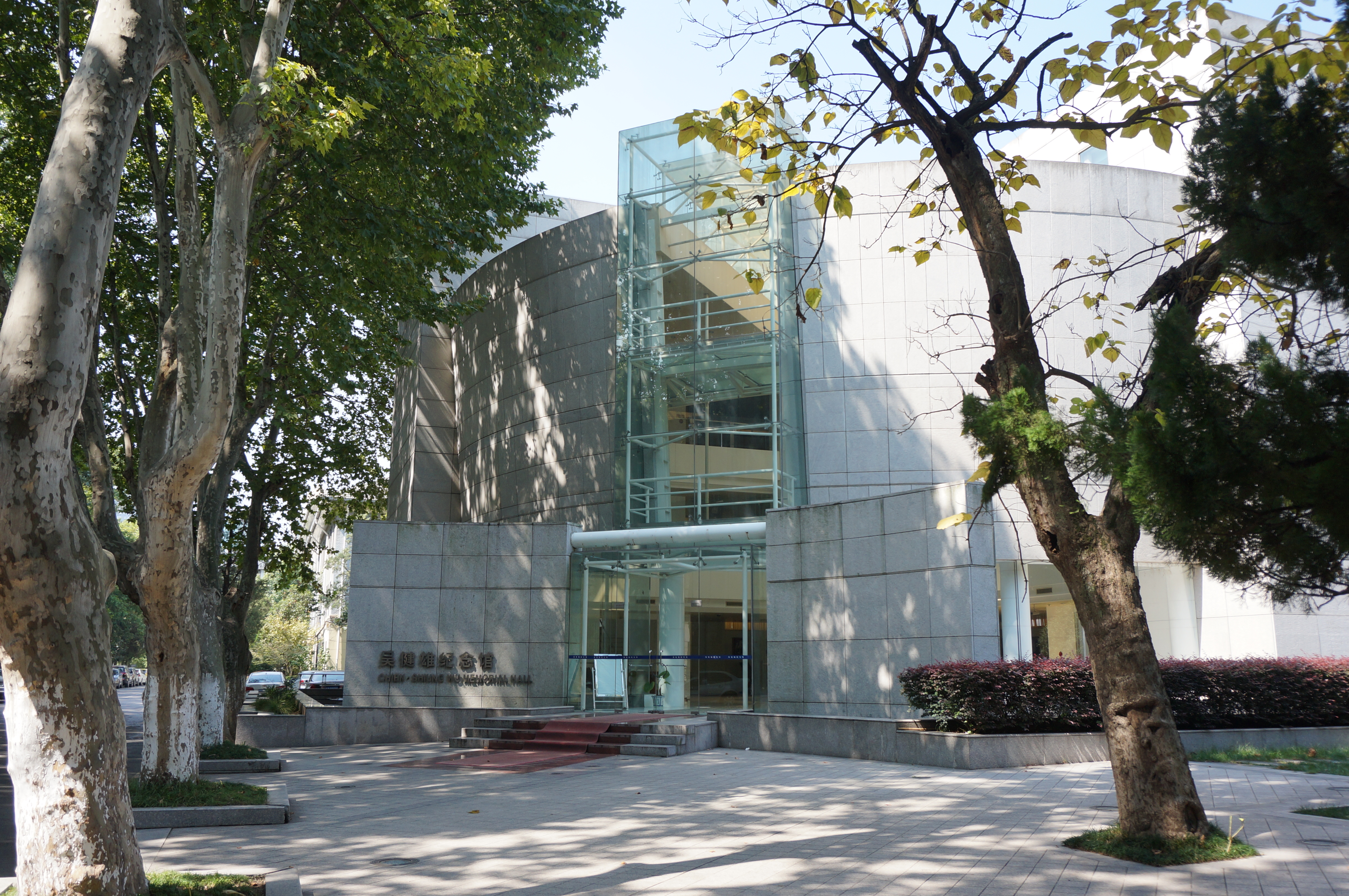
东南大学吴健雄纪念馆

吴健雄一生获得的奖项众多，荣誉等身。她于1948年被选为美国物理学会会员，并于1975年成为美国物理学会首位女性会长，并于同年获得该学会颁发的博纳奖。1958年，她當選中華民國中央研究院第二屆院士，同年成为首位获得普林斯顿大学名誉博士学位的女性，以及當选美国国家科学院院士，并于1964年获得美国国家科学院颁发的科姆斯托克物理学奖。1959年，她获得了美國大學婦女協會功绩奖，并于1962年获得该协会颁发的年度婦女獎。她于1975年获得美国国家科学奖章，并于1978年成为首任沃尔夫物理学奖得主。1974年，她被美國工業研究雜誌选为年度科學家。1990年，一颗小行星以她的名字命名。她是首位在世时享此殊荣的科学家。吴健雄于1994年被选为中国科学院首批外籍院士。她还于1962年获得美國富蘭克林學会颁发的魏德瑞爾獎章，于1965年获得台灣嘉新文化基金會颁发的特殊貢獻獎，并于1991年获得卜平奖。1986年，美國紐約自由女神像落成一百週年之际，她获得了艾麗絲島獎章。
1995年，楊振寧、李政道、丁肇中及李遠哲四位諾貝爾獎得主在台灣發起創立吳健雄學術基金會。该基金会自1998年起每年会举办吴健雄科学营。1999年，东南大学报请中共中央及中华人民共和国国务院批准，在校园内建造吴健雄纪念馆。纪念馆于2002年落成，设计方案由袁家骝先生亲自选定。纪念馆收藏了袁家骝等人捐献的吴健雄生前所获奖章、奖状及手稿等等遗物。中华民国物理学会自2003年起开始向女性會員颁发吴健雄奖学金。
2020年3月，由纽约历史学会推荐，吴健雄的肖像和另外3位女性一起挂在纽约市政厅的人物肖像走廊上。和先前的8位女性肖像一起，表彰杰出女性对纽约市的贡献得到公众的认可。纽约市政厅的走廊的肖像多以男性为主，且很多超过200多年历史。
2020年11月，美国邮政宣布将在2021年新年到来之际发行纪念吴健雄的永久邮票。

### 引用
1. ↑  Chiang 2012.
2. 1 2 3 4 5  . www.nsf.gov.   [2019-07-21]. （原始内容存档于2019-07-21）.
3. 1 2 3 4 5  . Atomic Heritage Foundation.   [2019-07-21]. （原始内容存档于2019-09-15） （英语）.
4. 1 2 3  . physics.berkeley.edu.   [2019-07-21]. （原始内容存档于2019-07-21）.
5. 1 2 3  . diversity.lbl.gov.   [2019-07-21]. （原始内容存档于2019-07-21）.
6. ↑  吴健雄学术基金会a.
7. ↑  Hammond 2007，第1頁.
8. ↑  Garwin & Lee 1997.
9. ↑  陈渭康. . 苏州教育学院学报. 1992, (2): 58. doi:10.16217/j.cnki.szxbsk.1992.02.037.
10. ↑  .   [2022-02-26]. （原始内容存档于2022-02-26）.
11. 1 2  Chiang 2014，第3–5頁.
12. ↑  吴健雄学术基金会b.
13. 1 2 3 4  McGrayne 1998，第254–260頁.
14. ↑  Wang 1970–80，第364頁.
15. ↑  Chiang 2014，第11頁.
16. ↑  Chiang 2014，第15–19頁.
17. ↑  中国网.
18. 1 2  Weinstock 2013.
19. ↑  .   [2018-05]. （原始内容存档于2019-03-05）.
20. ↑  Chiang 2014，第30–31頁.
21. ↑  Benczer-Koller 2009.
22. ↑  杨慧 1997.
23. ↑  Chiang 2014，第31–34頁.
24. ↑  Chiang 2014，第172頁.
25. ↑  Chiang 2014，第39頁.
26. ↑  Hammond 2007，第20頁.
27. 1 2  Chiang 2014，第43頁.
28. 1 2  Chiang 2014，第44–45頁.
29. ↑  Heilbron & Seidel 1989，第399–414頁.
30. 1 2 3 4 5  Wang 1970–80，第365頁.
31. ↑  Wu 1941.
32. ↑  Wu & Segrè 1945.
33. ↑  Cooperman 2004，第39頁.
34. ↑  Chiang 2014，第66頁.
35. ↑  Chiang 2014，第71–74頁.
36. ↑  Chiang 2014，第77頁.
37. 1 2  Chiang 2014，第95–96頁.
38. ↑  Hammond 2007，第40頁.
39. ↑  Chiang 2014，第246頁.
40. ↑  Hammond 2007，第55頁.
41. 1 2  Wang 1970–80，第366頁.
42. 1 2  Chiang 2014，第80–81頁.
43. ↑  Chiang 2014，第108頁.
44. ↑  Hammond 2007，第187–188頁.
45. ↑  Chiang 2014，第114頁.
46. ↑  Chiang 2014，第107頁.
47. ↑  Hammond 2007，第46–48頁.
48. ↑  Hammond 2007，第64–67頁.
49. ↑  Chiang 2014，第123–125頁.
50. ↑  Lee & Yang 1956.
51. ↑  Chiang 2014，第126–128頁.
52. ↑  Hammond 2007，第76–82頁.
53. 1 2  Chiang 2014，第136–139頁.
54. ↑  Wu et al. 1957.
55. ↑  Garwin, Lederman & Weinrich 1957.
56. ↑  Ambler et al. 1957.
57. ↑  Chiang 2014，第142頁.
58. ↑  The Nobel Foundation.
59. ↑  .   [2019-07-18]. （原始内容存档于2020-05-07）.
60. ↑  Chiang 2014，第160–163頁.
61. ↑  Wu & Shaknov 1950.
62. ↑  Pryce & Ward 1947.
63. ↑  Dalitz & Duarte 2000.
64. ↑  Duarte 2012.
65. 1 2  Chiang 2014，第166頁.
66. 1 2  Nelson 1997.
67. ↑  Chiang 2014，第204–206頁.
68. ↑  Chiang 2014，第198–199頁.
69. 1 2  Wang 1970–80，第367頁.
70. ↑  Chiang 2014，第171頁.
71. ↑  Chiang 2014，第183頁.
72. ↑  Chiang 2014，第111頁.
73. ↑  Chiang 2014，第251頁.
74. ↑  陆坤龙 1997.
75. ↑  王大经 1997.
76. ↑  CCTV东方之子.
77. ↑  Wang 1970–80，第368頁.
78. ↑  焦桐 2012.
79. ↑  Micaela Hester. .   [2021-03-01]. （原始内容存档于2023-03-27）.
80. ↑  Jada Yuan. .   [2021-12-13]. （原始内容存档于2022-12-22）.
81. 1 2 3 4 5 6 7 8  Chiang 2014，第228–231頁.
82. ↑  Chiang 2014，第183–184頁.
83. 1 2  物理研究第一夫人的精彩故事 （页面存档备份，存于），BBC NEWS 中文，2020年12月28日
84. 1 2 3 4 5 6  Hammond 2007，第100–102頁.
85. ↑  吴健雄学术基金会c.
86. ↑  Wang 2007.
87. ↑  吴健雄学术基金会d.
88. ↑  吴健雄学术基金会e.
89. ↑  吴健雄纪念馆.
90. ↑  中华民国物理学会.
91. ↑  , New York City Council, March 2, 2020  [2020-03-09], （原始内容存档于2020-03-14）
92. ↑  , CBS News New York, March 2, 2020  [2020-03-09], （原始内容存档于2020-03-03）
93. ↑  . USPS NEWS. 2020-11-17  [2020-11-24]. （原始内容存档于2021-01-11）.

## 延伸阅读
- Wu, C. S. . Physics Today. 1975, 281 (12): 88. Bibcode:1975PhT....28l..88W. doi:10.1063/1.3069274 （英语）.
- Wu, C. S.; Moszkowski, S. A. . New York: Interscience Publishers. 1966. LCCN 65-21452. OCLC 542299 （英语）.